# Derral Raymon Herbst
Derral Raymon Herbst (Faith, Dakota del Sur, 8 de febrero de 1934-Hawái, 6 de marzo de 2023) fue un botánico estadounidense. Trabajó extensamente en la flora de Estados Unidos, con énfasis en la de Hawái.

## Biografía
Obtuvo su Ph.D. en Biología, de la Universidad de Hawái, en 1971, defendiendo una tesis sobre "La ontogenia de las venas foliares en Euphorbia forbesii"

## Algunas publicaciones

### Libros
- george Staples, derral r. Herbst. 2005. A tropical garden flora: plants cultivated in the Hawaiian Islands ... 908 pp.

- george W. Staples, Derral R. Herbst, Clyde T. Imada. 2000. Survey of Invasive Or Potentially Invasive Cultivated Plants in Hawaii. Bishop Museum occasional papers 65. Editor Bishop Museum Press, 35 pp.

- warren lambert Wagner, derral r. Herbst, s.h. Sohmer. 1990. Manual of the flowering plants of Hawaii. Volumen 2 y 83 de Bernice P. Bishop Museum special publication. Editor University of Hawaii Press, 1.853 pp. ISBN 0824811526

- derral r. Herbst, carolyn Corn. 1988. ʻAwaʻawaʻpuhi Botanical Trail Guide: Na Pali-Kona Forest Reserve, Kokee, Kauai. Editor State of Hawaii, Dep. of Land and Natural Res. Division of Forestry and Wildlife, 14 pp.

- --------------------------. 1988. Botanical Survey of Kwajalein Missile Range, Marshall Islands. 46 pp.

- --------------------------. 1971. The Ontogeny of the Disjunct Foliar Veins in Euphorbia forbesii Sherff. Nº 411 de Theses for the degree of Doctor of Philosophy, University of Hawaii (Honolulu). 324 pp.

- La abreviatura «D.R.Herbst» se emplea para indicar a Derral Raymon Herbst como autoridad en la descripción y clasificación científica de los vegetales.[2]